# Hey, Taxi!
Hey, Taxi! é um curta-metragem mudo norte-americano de 1925, do gênero comédia, dirigido por Ted Burnsten e estrelado por Bobby Ray e Oliver Hardy.

## Elenco
- Bobby Ray — Motorista de táxi

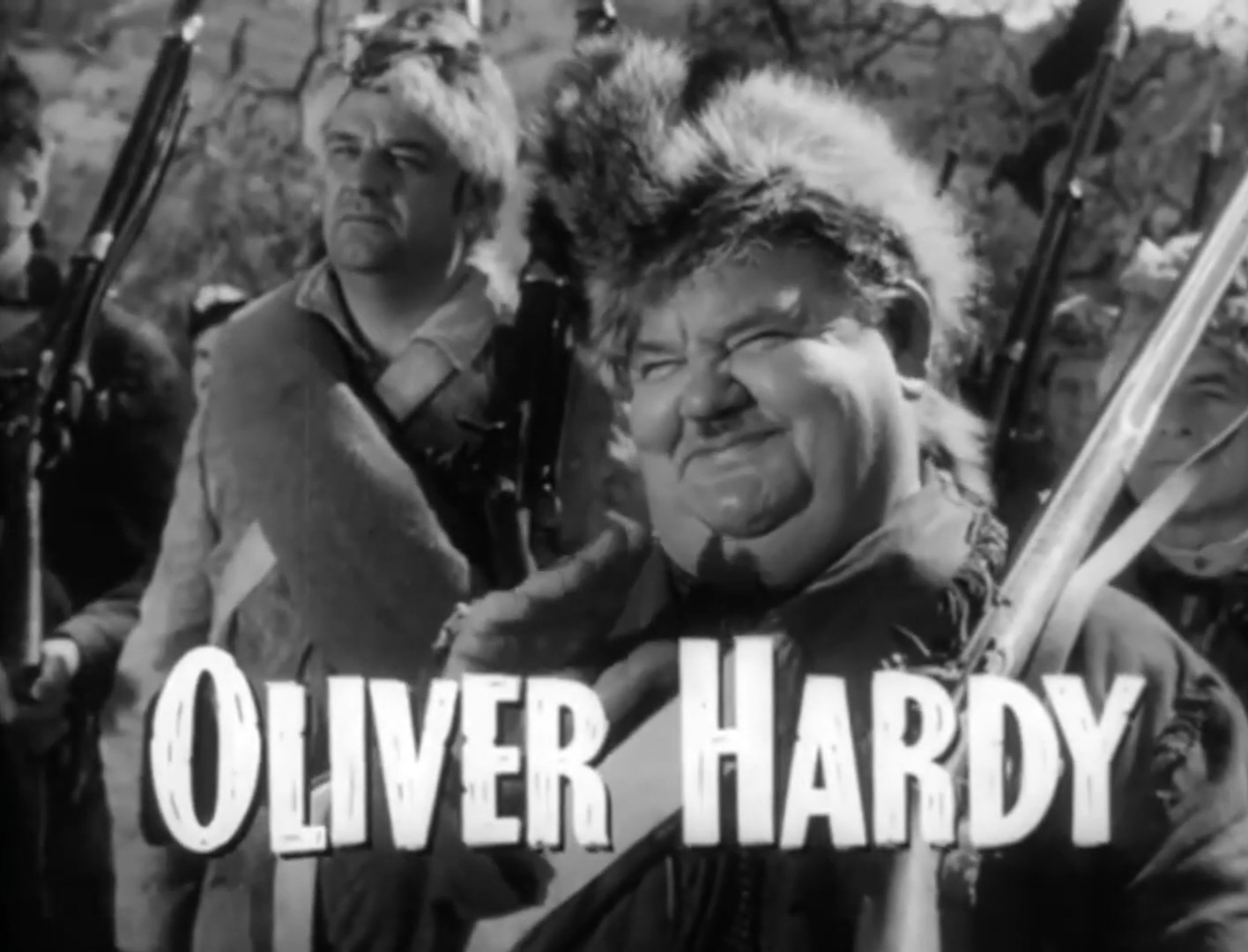
Oliver Hardy

- Oliver Hardy — Rival do motorista de táxi (como Babe Hardy)